# Margaret Vertue

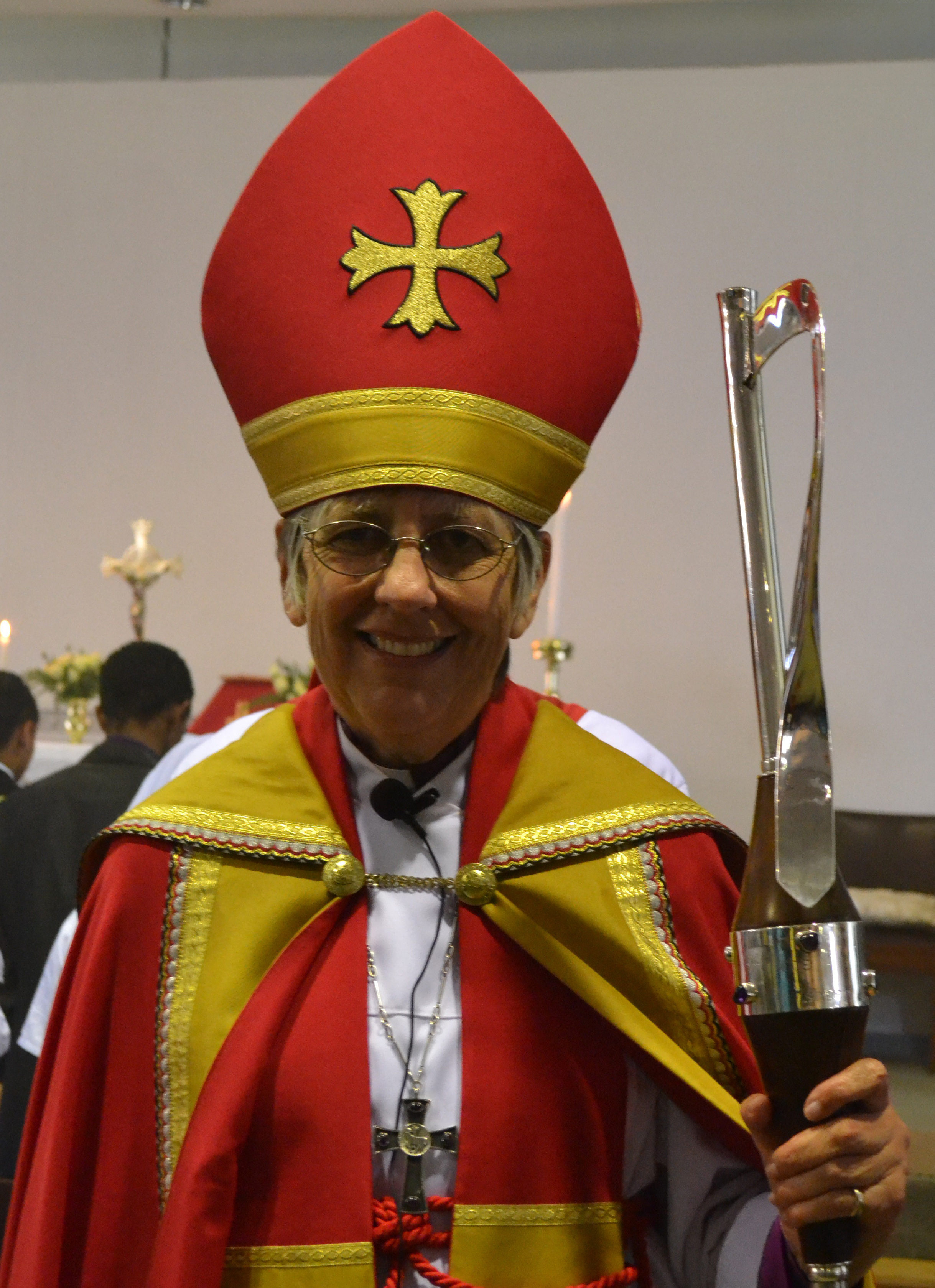
Margaret Vertue, 2013

Margaret Brenda Vertue (* 6. April 1953 in Kimberley) ist eine südafrikanische Geistliche. Von 2013 bis 2023 amtierte sie als Bischöfin der Diözese False Bay in der Anglican Church of Southern Africa.

## Leben
Vertue studierte anglikanische Theologie am College of the Transfiguration in Grahamstown und an der Universität Stellenbosch in Südafrika. Im September 1992 wurde sie durch Erzbischof Desmond Tutu als eine der zwei ersten Südafrikanerinnen zur anglikanischen Priesterin geweiht. Sie arbeitete unter anderem ab 1998 als rector (Gemeindepfarrerin) in Gordon’s Bay und ab 2003 als Canon im Bistum False Bay, wo sie im Oktober 2012 von der Diözesanversammlung zur Bischöfin gewählt wurde. Am 19. Januar 2013 weihte sie Erzbischof Thabo Makgoba und führte sie in ihr Amt ein. Zum 31. August 2023 schied sie mit Erreichen der Altersgrenze aus dem Bischofsamt aus.